# Black Eyed Peas
Black Eyed Peas (también conocidos como The Black Eyed Peas) es una banda estadounidense de hip hop/pop formada en 1995 en Los Ángeles, California. Han sido ganadores del premio Grammy seis veces. El grupo está actualmente integrado por los vocalistas Will.i.am, Apl.de.Ap, Taboo y J. Rey Soul. Fergie fue la vocalista femenina hasta su salida en 2017.
Durante los años 1990, el grupo surgió como un trío masculino de rap y fue ganando mediana popularidad en el género hip hop estadounidense, pero no fue sino hasta el año 2003, con su disco Elephunk y la incorporación de la cantante Fergie a la banda, que el grupo se hizo mundialmente famoso. Su primer éxito a nivel mundial fue la canción «Where Is the Love?», que llegó a las primeras posiciones en más de diez listas de éxitos de todo el mundo. Otro sencillo de éxito europeo fue «Shut Up», que encabezó posiciones en todo el mundo, sobre todo en dicho continente, y «Let's Get It Started», con el que ganaron un Grammy. 
Su siguiente álbum, Monkey Business, lanzado en el año 2005, fue también un éxito en todo el mundo, y consiguió 4 discos de platino en los Estados Unidos, y fue número 2 en los Billboard 200. El álbum incluía sencillos como «My Humps» o «Don't Phunk with My Heart», que les dio su segundo y tercer Grammy, respectivamente, y gracias a los cuales lograron entrar al Top 10 del Billboard Hot 100. Otros sencillos conocidos de dicho álbum fueron «Don't Lie», «Pump It» y «Hey Mama».
En 2009, con su álbum The E.N.D., el grupo entró en una nueva categoría musical, combinando su estilo por uno más electrónico y adhiriéndose al ámbito digital y electro. Su primer sencillo, «Boom Boom Pow», llegó al puesto número 1 de la lista Billboard, manteniéndose en el mismo por 12 semanas consecutivas. El mayor éxito de la banda fue el segundo sencillo, «I Gotta Feeling», que fue directamente al puesto número 1 en el Billboard Hot 100, manteniéndose en el mismo por 14 semanas consecutivas. Esto hizo que el grupo sumara casi siete meses en los primeros lugares y se convirtiera en la banda que más semanas ha estado en dicho lugar. Además, «I Gotta Feeling» se convirtió en la canción más descargada de todos los tiempos, la segunda más exitosa de la década de los 2000 y la décima más comercializada de la historia musical. En 2010, el sencillo «Meet Me Halfway», logró un éxito similar a los dos sencillos anteriores, obteniendo buenos puestos en las listas musicales. El álbum más tarde produjo por tercera vez un número uno con «Imma Be», por lo que el grupo es de los pocos en haber puesto tres sencillos número uno en las listas del mismo álbum, antes de ser seguido con «Rock That Body», que logró también ser un gran éxito en el Top 10 del Hot 100.
En noviembre de 2010, el grupo lanzó el álbum The Beginning, el cual continuaba con la electrónica del disco anterior, pero con sonidos más suaves. El disco debutó en el lugar número 6 en los Billboard 200 y en segundo lugar en el mundo entero, siendo uno de los álbumes más exitosos de 2011. De él se extrajeron éxitos mundiales como «The Time» y «Just Can't Get Enough», que se posicionaron en primeros lugares de las listas mundiales. Además de «Don't Stop the Party», que se convirtió en un hit a mediados de 2011. El grupo se presentó en el espectáculo de medio tiempo del Super Bowl XLV en ese mismo año.
Según Interscope, sus ventas ascienden a 31 millones de álbumes y 58 millones de sencillos. De hecho, The E.N.D es el tercer álbum con más ventas de sencillos en la historia, también se encuentran los álbumes The Beginning y Monkey Business. Además, según la RIAA, la banda ocupa el segundo lugar como el artista con las mayores descargas de todos los tiempos, con más de 42 millones de descargas entre álbumes y sencillos, siendo superados solamente por Rihanna. Las canciones «I Gotta Feeling», «Boom Boom Pow», «My Humps» y «Where is the Love?», fueron unas de las 100 canciones más exitosas de la década de los años 2000. Dos de ellas dentro de los diez primeros lugares. Black Eyed Peas ocupó el lugar número 7 entre los 100 artistas más exitosos de esa década de acuerdo a Billboard.

## Carrera

### 1988-1998: Comienzos
Black Eyed Peas se remontan a 1988 cuando dos estudiantes de octavo grado, William Adams (will.i.am) y Allan Pineda (Apl.de.ap), se reunieron y comenzaron a rapear y actuar juntos en Los Ángeles. La pareja firmó con la discográfica Ruthless Records, que en 1992 captura la atención del rapero y fundador de la discográfica Eazy-E y su mánager y cofundador Jerry Heller. Junto con otro amigo de ellos, Dante Santiago, llamaron a su trío Atban Klann. El grupo estaba compuesto por 1X (también conocido como will.i.am), Apl.de.ap, Mookie Mook, DJ Motiv8 (también conocido como Monroe Walker) y Dante Santiago formó Atban Klann. Su álbum debut, Grass Roots (1991), nunca fue sacado a la venta debido a la repentina muerte de Eazy-E, dueño de la discográfica.
Después de que Eazy-E muriera en 1995, Atban Klan cambió su nombre al de Black Eyed Peas. Dante Santiago fue sustituido por Jaime Gómez (Taboo), quien fue un nuevo integrante y Kim Hill se convirtió en una cantante de fondo constante.

### 1998-1999:Behind the Front

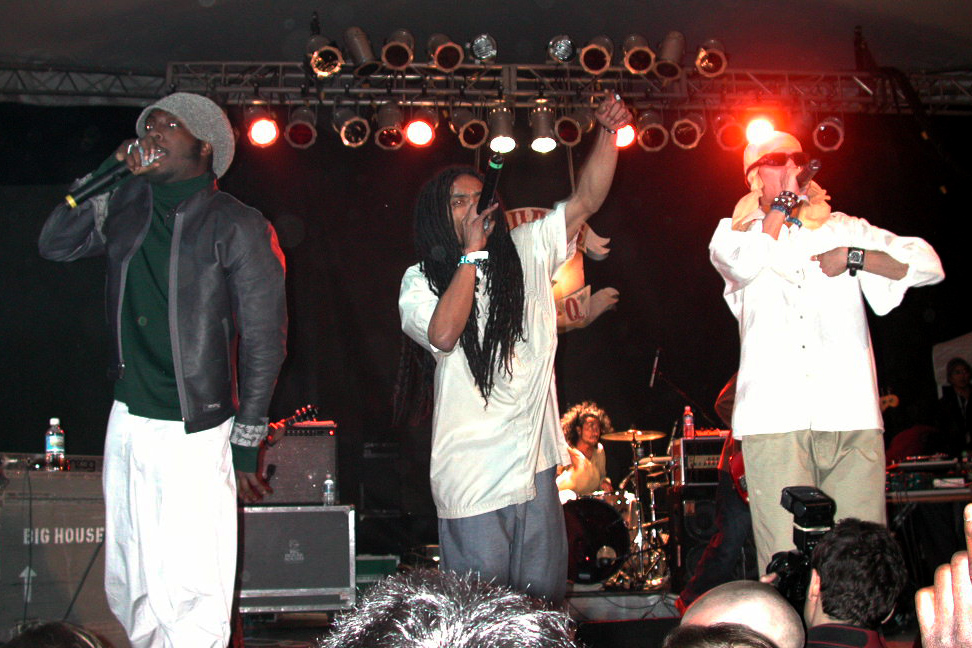
Black Eyed Peas cantando «Request + Line» en el año 2001

Después de firmar con Interscope Records el grupo lanzó su álbum debut Behind the front, en el que aparece Taboo como el nuevo integrante y remixes de canciones de Grass Roots con Taboo y Kim Hill. En el álbum aparecen sencillos como «Fallin' up», «Joints & Jams» y «Head Bobs» que alcanzaron un cierto éxito en el hip hop estadounidense. La canción «Be Free» aparece en la banda sonora de la película She's All That.
La mayoría de las pistas eran demos para el álbum Grass Roots, con versos añadidos del nuevo miembro Taboo. La canción «Joints & Jam» apareció en la banda sonora de la película Bulworth, en la que se anuncia como «Joints & Jams».
Behind the Front alcanzó a vender alrededor de 600 000 copias alrededor del mundo, lo que fue alabado por los críticos, pero no así por los medios.

### 2000-2002:Bridging the Gap
Su segundo álbum fue Bridging the Gap, fue más exitoso que el anterior, lanzado en el año 2000 y vendiendo en total más de tres millones de copias. Este fue su último álbum como Black Eyed Peas, pues después serían The Black Eyed Peas. El álbum contiene éxitos como «Request + Line» con la cantante Macy Gray, y el sencillo «Weekends» con Esthero, que después sería integrado en la edición deluxe del álbum The E.N.D con el nombre de «Another weekend». Este sencillo forma parte de la banda sonora de Tell Your Mama Come.
Cabe destacar que después de este álbum Kim Hill dejó la banda y se integró Fergie.

### 2003-2004:Elephunky fama mundial

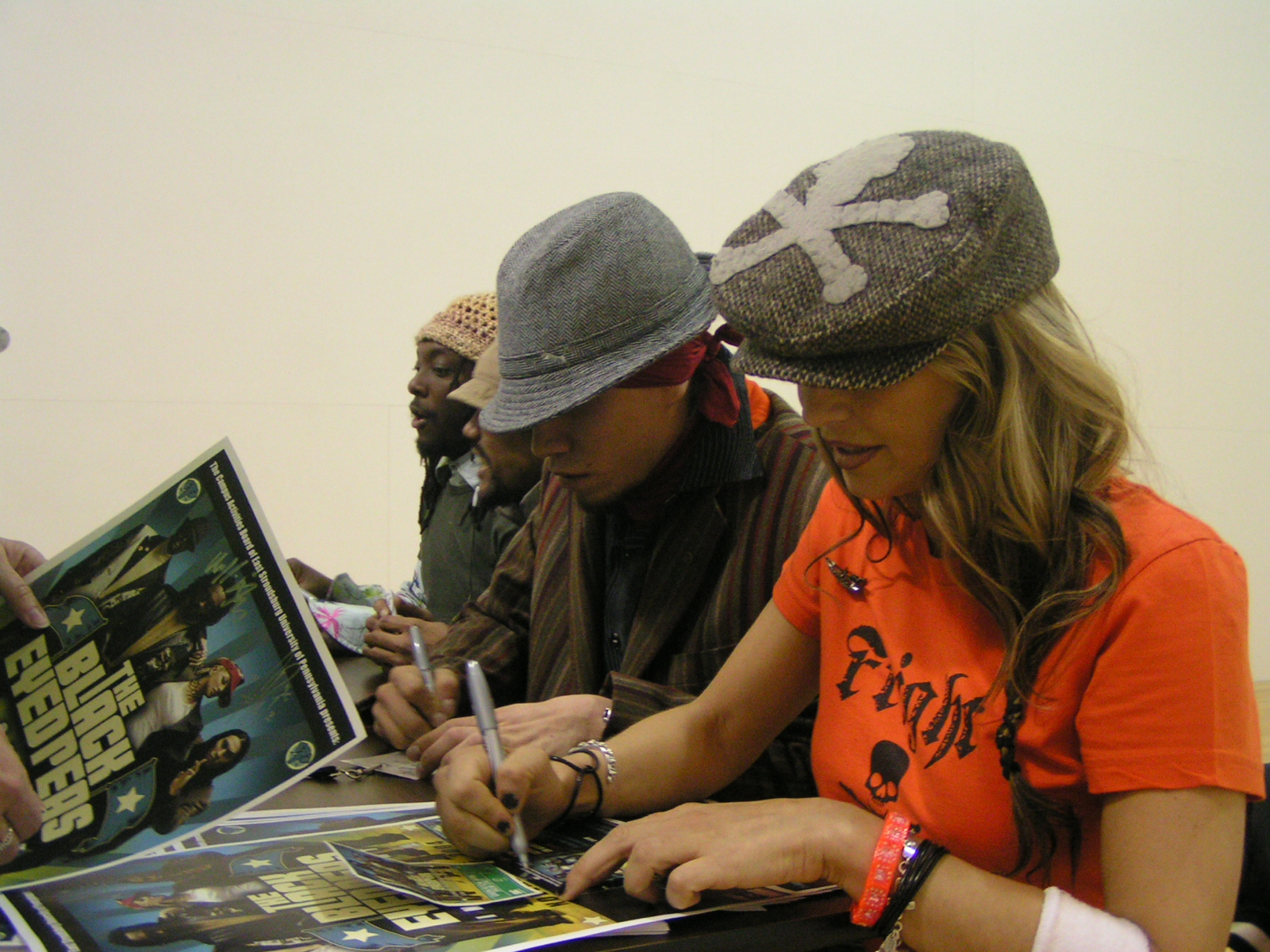
Black Eyed Peas firmando autógrafos en 2004.

El álbum que los daría a conocer internacionalmente fue Elephunk, lanzado en el año 2003 junto a una nueva vocalista que impulsó la carrera de la agrupación; se trataba de Stacy Ann Ferguson, a la cual will.i.am bautizó como Fergie, previamente ella formó parte de una banda femenina llamada Wild Orchid. Originalmente, Nicole Scherzinger (cantante principal de The Pussycat Dolls) estaba prevista para unirse a los Peas, pero declinó en su decisión debido a que todavía formaba parte del grupo Eden´s Crush, después presentó a Fergie al resto de la banda para que participara en la canción «Shut Up», pero debido a su gran poder vocal Will.i.am se interesó en ella para que grabara otras cinco canciones. Finalmente para el año 2003, Fergie ya era integrante oficial del grupo. Rolling Stone señaló que desde 2003, cuando el grupo «contrató una bomba rubia de nombre Fergie y renunció a su búsqueda del rap sin credibilidad, hizo una práctica con las grabaciones de canciones tontas y funcionó al estilo de Benetton».
«Where is the Love?» con la colaboración de Justin Timberlake se convirtió en el primer gran éxito de Black Eyed Peas alcanzando el puesto 8 en el Hot de los Estados Unidos, y encabezando las listas prácticamente en todas partes, incluyendo las seis semanas en el número 1 en el Reino Unido, donde se convirtió en el sencillo más vendido de 2003. Solo tuvo resultados similares en Australia, permaneciendo en el puesto 1 durante 6 semanas también. En una entrevista con TalkofFame, Taboo dijo que la separación de Justin Timberlake con Britney Spears influyó en la grabación de «Where is the Love?».
«Shut Up», alcanzó el número 2 en el Reino Unido y encabezó las listas en muchos otros países europeos como Francia y Alemania, así como en Australia, afincándose en el puesto 1 durante 3 semanas. Elephunk obtuvo éxito mundial y fue disco de oro y platino en los Estados Unidos, Reino Unido, Alemania y otros países del mercado europeo. El tercer sencillo del álbum fue «Hey Mama» que alcanzó el top 5 en Australia y el top 10 en Reino Unido, Alemania y otros países de Europa y alcanzó el número 23 en los Estados Unidos. La canción recibió fama en 2003, cuando apareció en uno de los comerciales de televisión del nuevo iPod.
El tema «Let's Get Retarded», fue remodelado como «Let's Get It Started» para los comerciales de la final de la N.B.A. en todo el mundo. La canción fue un éxito, alcanzando el número 21 en los Estados Unidos del Hot 100; número 11 en Reino Unido; y el número 2 en Australia. La canción tuvo éxito, sobre todo en el servicio de descarga de música de iTunes y fue destacado en la banda sonora de la comedia Harold & Kumar Go to White Castle. La canción llevó al grupo a conseguir en el 2005 el Grammy por Mejor Canción Rap por un Dúo o Grupo. Black Eyed Peas aparecieron en el videojuego The Urbz: Los Sims en la ciudad como personajes. Se regrabó «Let's Get It Started» y «Shut Up», así como otras canciones en Simlish, el idioma dialecto utilizado por los personajes de Los Sims. Esta versión fue utilizado en los anuncios para el iMac G5, con will.i.am y Fergie cantando sobre el equipo.
En 2004, Black Eyed Peas se embarcaron en el Tour Elephunk, viajando a diversos países de África, Europa, Oceanía, Asia y América. Algunos de los países que visitaron durante la gira de Elephunk fueron: Estados Unidos, Colombia y Alemania. Elephunk registró ventas de más de 9 millones de copias vendidas a nivel mundial, pero estas serían superadas por su siguiente material discográfico, Monkey Business.

### 2005-2006:Monkey Business

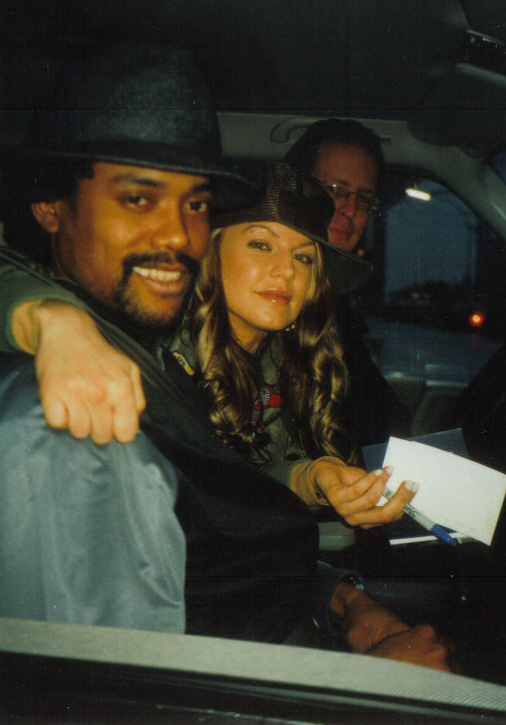
Black Eyed Peas Apl.de.ap y Fergie en 2005.

El cuarto material discográfico Monkey Business, fue lanzado a finales de mayo de 2005 en los Estados Unidos y parte de Europa, y el 7 de junio del mismo año en el Reino Unido.
Contiene colaboraciones como: James Brown, Jack Johnson, Sting y Justin Timberlake. En la producción colabora el productor Timbaland. Sobre el nombre del disco comentaron: «Cuando tienes éxito, la gente te trata de otra manera. Pasan de verte como una persona a verte como un producto. Y esa es una definición de Monkey Business».
Su primer sencillo es un tema muy funky, al que inicialmente querían llamar Don't fuck with my heart. Se barajaron alternativas Don't funk with my heart, y finalmente «Don't phunk with my heart». Este les otorgó su segundo Grammy en la categoría de Mejor Interpretación Rap por un Dúo o Grupo. La canción se convirtió en un éxito al igual que «Don't Lie» en el periodo de agosto/septiembre de 2005. Pero su tercer sencillo resultaría ser el éxito del álbum, «My Humps» una sugestiva canción con una letra catalogada por algunos como vulgar y estúpida pero con un contenido abiertamente sexual, llegó a la posición número 3 en el Billboard Hot 100 y en el Reino Unido, y fue número 1 en Australia; es el tono para celular más descargado en la historia, el cual se puso a la venta a mediados de agosto de 2005.
«Pump It» fue el cuarto sencillo para promocionar el álbum, la canción está grabada directamente sobre Miserlou de Dick Dale. La canción entró en el Billboard Hot 100 en la posición número 82 durante el mes de junio de 2005, en ese entonces la agrupación apenas lanzaba «Don't Phunk with My Heart»; pero «Pump It» llegó a la posición 14 durante la primera semana de marzo. El quinto sencillo se pensaba sería «Dum Diddly» (la cual entró en el lugar 91 en el Billboard Pop 100) y se pretendía que su lanzamiento fuese en el verano de 2006. Pero en su lugar la canción «Like that» fue lanzada. De este se hizo un video basado en un estilo Grafiti, aunque tanto la canción, como el video fueron poco difundidos. En este, aparecen todos los participantes de la canción, y cabe señalar que Fergie solo da acto de presencia en el mismo. Luego, «Bebot» fue el sexto sencillo del disco. Esta canción, la cual es cantada principalmente por Apl.de.ap está basada en los inmigrantes asiáticos, en especial los filipinos, ya que él es de tal origen. El álbum y sus canciones recibieron 4 nominaciones para los premios Grammy que se celebraron en el mes de febrero de 2006, donde su primer sencillo les otorgó su segundo premio Grammy.

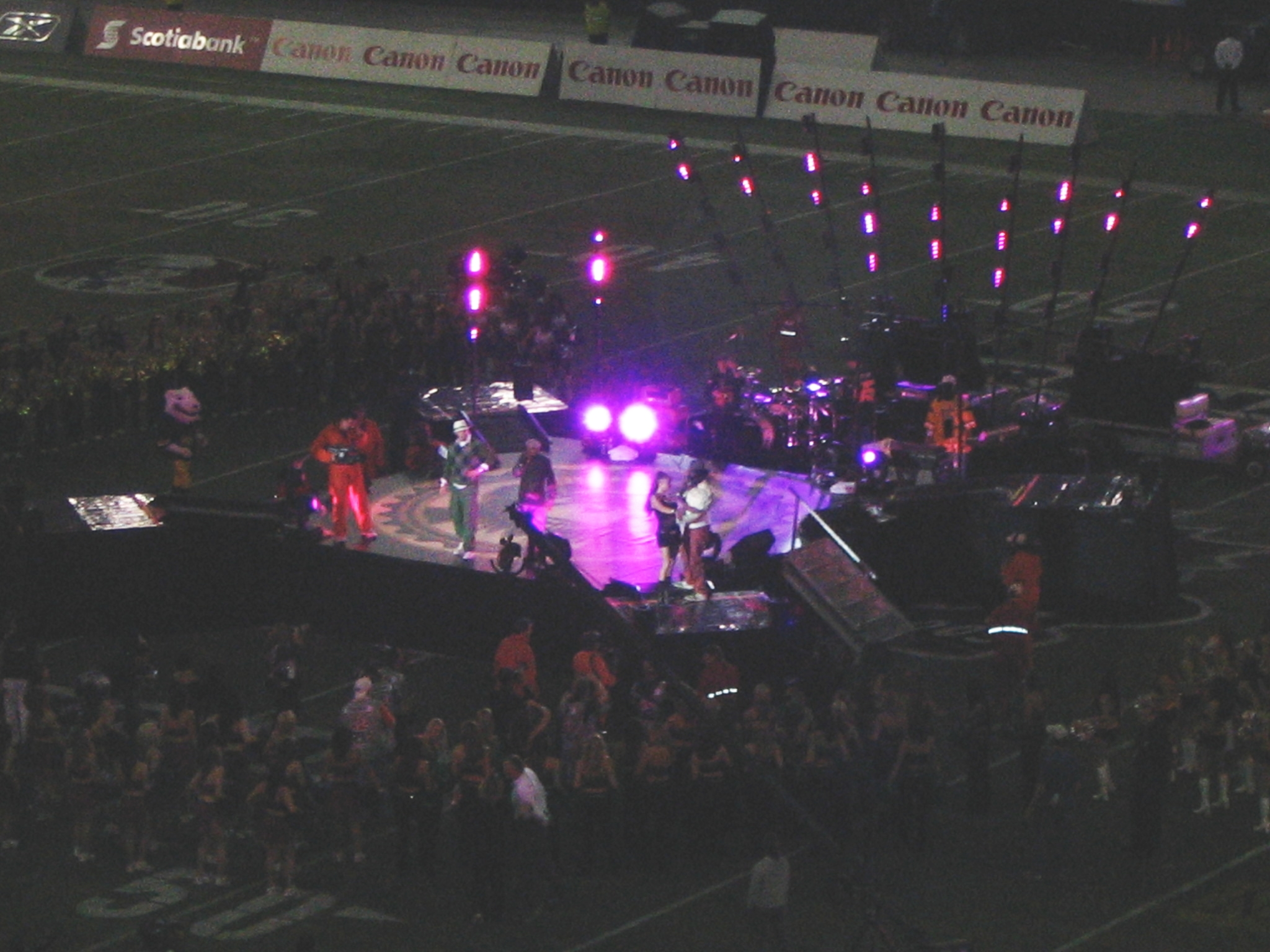
Black Eyed Peas cantando en el show de medio tiempo de la Copa Grey en 2005.

En septiembre de 2005, Black Eyed Peas lanzó una lista de reproducción en iTunes Originals de sus grandes éxitos, así como algunas regrabadas, especialmente para la compra a través de esa plataforma. La lista incluye canciones populares como «Don't Lie», «Shut up» y una nueva versión de «Where is the Love?». Además, contiene pequeñas historias que contienen información y comentarios sobre las canciones y la forma en que el grupo de reunió por primera vez. El 27 de noviembre de 2005, la banda realizó una presentación en el espectáculo de medio tiempo en la 93.ª Canadian Football League Grey Cup en Vancouver, Columbia Británica.
En el otoño de 2005, Black Eyed Peas se lanzó a una gira con Gwen Stefani, como artistas invitados en todos los espectáculos. El Tour tuvo fechas en Estados Unidos. En diciembre de 2005, se embarcaron en el European Tour, como la primera, aparte de Monkey Business World Tour, que recorrió varios países de Europa.
La gira europea abrió sus puertas en Tel Aviv, Israel, seguido de Irlanda, el Reino Unido, Italia y Alemania. Después de dirigirse a Europa y Asia, dieron conciertos por los Estados Unidos (de nuevo), y América del Sur, continente en donde estuvieron en muchos países jamás visitado por la banda. También, hicieron un éspectáculo en el Summer Sonic Festival de Tokio, Japón el 11 de agosto, y en Osaka, el 12 de agosto de 2007. El acto consistió en la banda tocando sus éxitos, así como Fergie cantando canciones en solitario. The Dutchess y Will.I.Am cantaron canciones de su próximo álbum. También han protagonizado una serie de cortos para la web de Snickers llamada Intant Def, dónde aparecen como un grupo de superhéroes del hip hop.

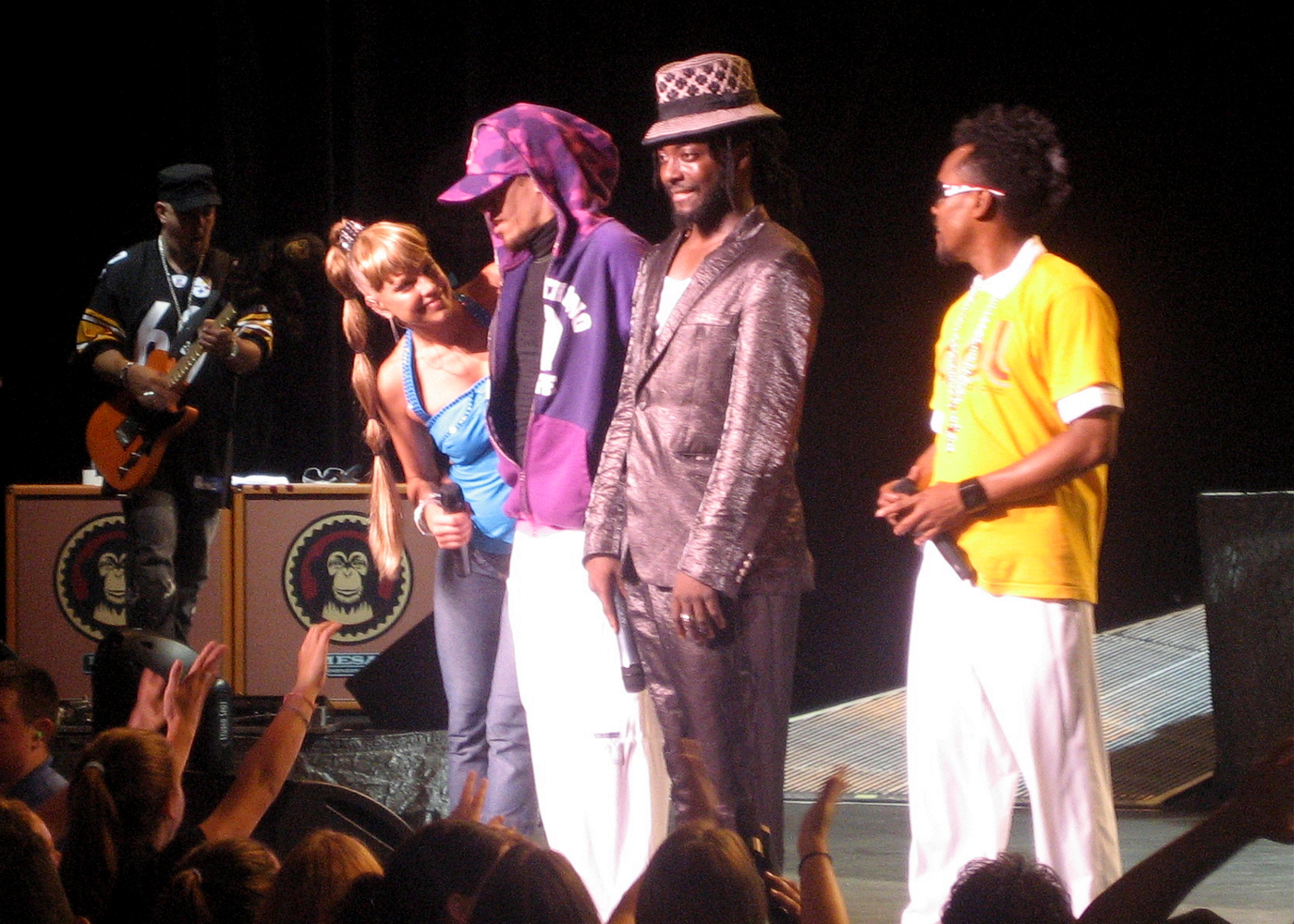
Black Eyed Peas promocionando su disco Monkey Business.

El 21 de marzo de 2006, el grupo lanzó un álbum remix titulado Renegotiations: The Remixes, a través de iTunes. El álbum cuenta con versiones remezcladas de «Pump it», «My style», «Feel it», «Disco club», «They don't wanna music», «Audio delite at low fidelity» y la versión estándar junto al vídeo de «Like That». A la semana siguiente, fue lanzado el álbum en formato CD, sin el video musical. Los participantes incluidos en el EP fueron DJ Premier, Pete Rock, DJ Jazzy Jeff, y Large Professor. El álbum se podía conseguir solo en tiendas exclusivas de música. En marzo de 2006, Black Eyed Peas vuelven como cabeza de cartel presentados para la sexta entrega anual del Honda Civic Tour, con el apoyo a las bandas de Flipsyde y The Pussycat Dolls. Que trajo de nuevo el John Lennon Educational Tour Bus en la gira con ellos para elaborar nuevas canciones para el álbum de debut en solitario de Fergie. En 2006, se fueron de gira con The Pussycat Dolls.
«Estamos muy contentos de estar saliendo en el Honda Civic Tour, ya que nos permite mantener el billete a un precio bajo para que los niños pueden salir a vernos tocar y no tener que preocuparse por romper la espalda a pagar por un boleto», dice Will.I.Am. «Es un honor venir después de grandes bandas como Incubus, Blink 182 y Maroon 5. Es un gran tour y estamos encantados de que Honda nos haya dado esta oportunidad», agregó Fergie.
El 11 de mayo de 2006, los Peas realizaron un espectáculo en una escuela secundaria de San Fernando en el campo de fútbol. En 2007, se embarcaron en Black Blue & You Tour, visitando más de 20 países. Este tour fue presentado por Pepsi, junto con «Pepsi More», de la nueva campaña publicitaria con la banda. De hecho, su tema «One tribe» fue un sencillo promocional que usaron solo para el nuevo comercial de Pepsi. El 31 de diciembre de 2006, realizaron la última parada en la gira de Monkey Business, en la playa de Ipanema en Río de Janeiro, Brasil ante más de 1 millón de personas, siendo su mayor concierto de la historia. El álbum debutó en la posición número 2 en el Billboard 200, vendiendo más de 295 000 copias en la primera semana que salió a la venta, más tarde fue certificado con tres discos de platino, ha sido el segundo material discográfico más exitoso de la agrupación hasta la fecha por haber vendido 12 millones de copias en todo el mundo. El éxito que les trajo, embarcó a Black Eyed Peas en una nueva gira mundial durante los años 2005 y 2006, llegando a países nunca visitados por el grupo como Vietnam, Malasia, Polonia, Ucrania, y en Latinoamérica países como Venezuela, Colombia, Argentina, Chile, Brasil y Costa Rica.

### 2006-2008: Receso y carreras solistas
A mediados del año 2006, los Black Eyed Peas decidieron que debían tomar un receso, pero sin abandonar los proyectos futuros de la banda. Apl.de.ap y Taboo se alejaron un poco de la música para centrarse más en su vida privada, mientras que Fergie y Will.I.Am, los líderes del grupo, decidieron lanzar discos como solistas. La primera en hacerlo fue Fergie, y sin duda, a quien mejor le fue. Se trató de su álbum debut The Dutchess lanzado el 19 de septiembre de 2006.
Para promocionar el álbum, el 10 de julio del mismo año publicó el primer sencillo, «London Bridge», que fue un gran éxito en aquel período; también logró llegar al número 1 en iTunes y en la lista Billboard Hot 100. En el lanzamiento de The Dutchess, el disco llegó al primer puesto en varios países, incluyendo Estados Unidos, debutando directamente en el número 1 en los Billboard 200. Hasta la actualidad, ha vendido más de 8 000 000 de copias.
A mediados de 2007, Fergie lanzó lo que sería el mayor éxito de su carrera, la canción «Big Girls Don't Cry», sencillo que llegó directamente al número 1 en varios países, y también obteniendo el primer puesto en los Billboard Hot 100 y lograr encabezar las listas de descargas, siendo una de las canciones más descargadas. Con este sencillo, Fergie consiguió reconocimiento y fama mundial. Con su quinto y último sencillo, la cantante publicó «Clumsy», que aunque no pudo superar a las anteriores, igual fue un completo hit, que logró el lugar número 5 en el Hot de los Estados Unidos. Otros sencillos del disco fueron «Finally», «Here I Come» y «Labels or love». Después del éxito munidal de The Dutchess, Fergie inició una gira a raíz del disco.
Más tarde, Will.I.Am, también miembro del grupo, lanzó el disco Songs About Girls el 27 de septiembre de 2007, que debutó en el lugar número 38 en los Billboard 200 y lugares similares en el resto del mundo. El álbum fue descrito por Will.I.Am como semiautobiográfico y conceptual «donde todas las canciones cuentan una historia de amor, desamor, búsqueda del amor, destrucción del amor y de la destrucción para un nuevo comienzo. Este viaje es lo que lo hace único». El álbum está parcialmente inspirado en una relación de siete años que Will.I.Am experimentó y las infidelidades y la ruptura de esa relación. De acuerdo con el video en el My Space de él, este considera que Songs About Girls es su «álbum debut», siendo sus anteriores dos discos solo compilaciones de producciones. Para promocionar el álbum, Will.I.Am publicó tres sencillos: «I Got It From My Mama», «Heartbreaker» y «One More Chance». 
En el año 2009, el grupo se volvió a reunir y lanzaron el álbum The E.N.D.

### 2009-2010:The E.N.D.y un nuevo estilo

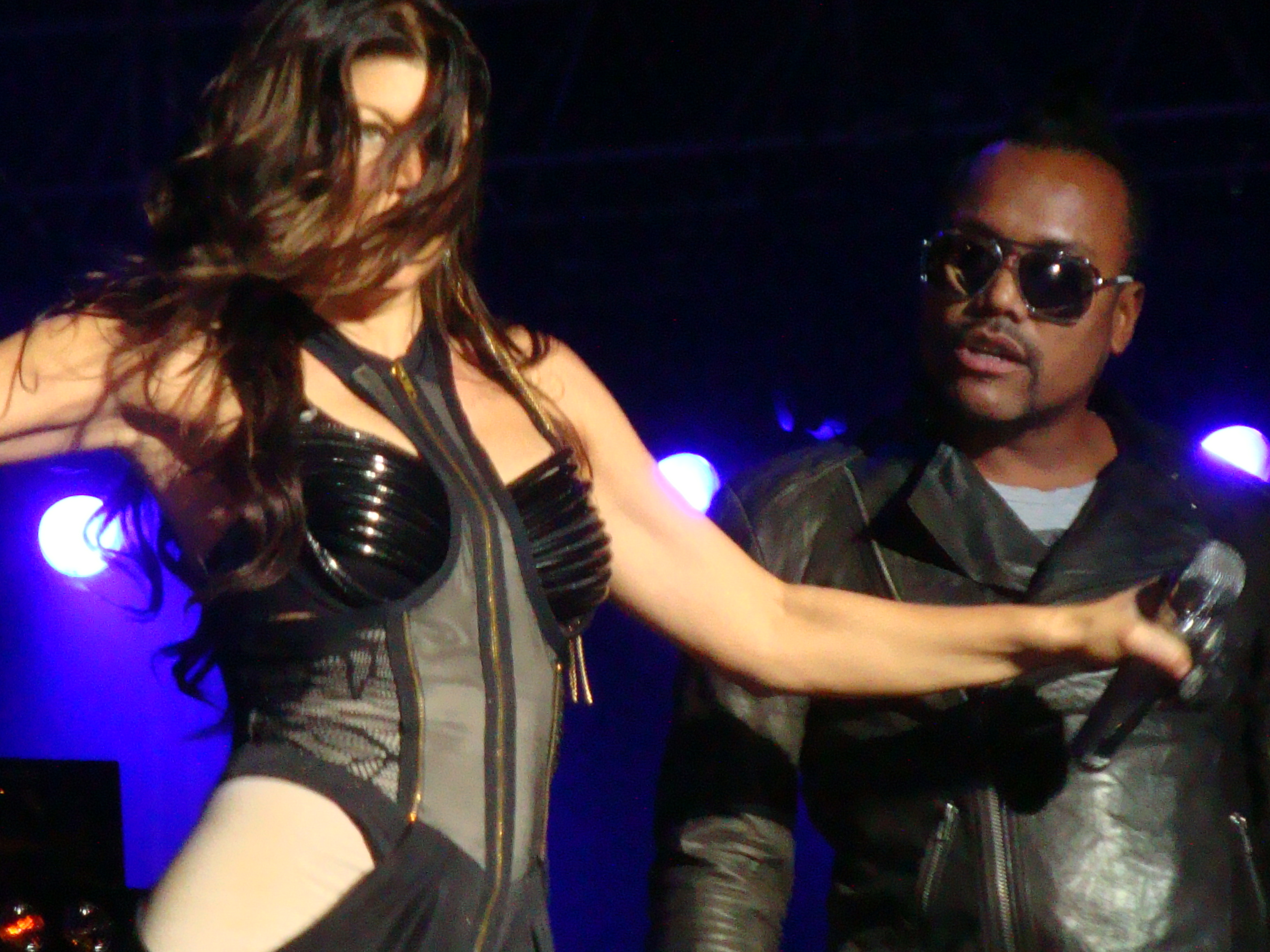
Fergie y Apl.de.ap en un concierto de dos de los integrantes del grupo.

The E.N.D. (The Energy Never Dies) —la energía nunca muere— es el quinto álbum del grupo. Tras el breve receso de la banda en 2006 para hacer su carrera en solitario (pero sin dejar al grupo). Tres años más tarde Black Eyed Peas volvió a hacer un álbum, The E.N.D. está producido por will.i.am y fue grabado en los estudios Metropólis de Londres. Durante este año también han sido teloneros de los irlandeses U2 durante el U2 360° Tour por Estados Unidos. Fue lanzado el 9 de junio de 2009 con tres sencillos de promoción, «Imma Be», «Alive», y «Meet Me Halfway», fueron liberados a través de la tienda iTunes en las tres semanas previas al lanzamiento del álbum. En su primera semana, el álbum vendió 304 000 copias y debutó en el número 1 en el Billboard 200. En los Estados Unidos, el álbum se convirtió en el noveno álbum en superar la marca de un millón en ventas en 2009. El álbum pasó 38 semanas dentro del top 10 del Billboard 200. The E.N.D. fue el segundo álbum más vendido de 2009 en los Estados Unidos. También debutó en el número uno en Australia, el número dos en Nueva Zelanda y tres en el Reino Unido. El álbum contiene un estilo más electrónico y dance que los discos anteriores, por lo que se aprecia como un álbum de gran cambio para el grupo, ya que desde el hip hop y el pop se mezclan hasta el techno y la electrónica. Es desde entonces que la banda incorporó ese estilo.
«Boom Boom Pow» es el primer sencillo de The E.N.D., lanzado el 22 de febrero en Internet y el 30 de marzo en iTunes. Se convirtió en la primera canción del grupo en alcanzar el puesto número 1, donde permaneció 12 semanas en el Billboard Hot 100. Además alcanzó el puesto 1 en Australia, en Canadá y en el Reino Unido. El álbum tiene un estilo más electro hop que sus anteriores discos. El álbum entró en la posición número uno en el Billboard 200 en su semana de publicación vendiendo 304 000 copias. El sencillo consiguió 465 000 descargas en su primera semana, el cual ha sido el tercer mayor registro de un artista en una semana, en cuanto a descargas, solo por debajo de «I Gotta Feeling» del mismo grupo y de «Low» de Flo Rida. La mayor suma de una sola semana y el debut de descarga por un grupo en la historia de la descarga digital, alcanzando el número 1 en los Estados Unidos en Billboard Hot 100. Se convirtió en el primer número 1 del grupo en ese país manteniendo el lugar durante doce semanas consecutivas. También alcanzó el número 1 en Australia, Canadá y el Reino Unido.
«I Gotta Feeling» es el segundo sencillo del álbum y el más exitoso del grupo. Está producido por David Guetta. Debutó en el número 2 en el Hot 100 detrás de «Boom Boom Pow» y más tarde lo superó, tomando el número 1. Sin embargo, la canción ha atraído algunos comentarios por la mala pronunciación de las palabras Mazel Tov y L'Chaim. Black Eyed Peas se unió a un grupo selecto de artistas que han ocupado el primer y segundo puesto en el Hot 100 al mismo tiempo. Desde «Boom boom pow» que alcanzó el número 1 en abril, el grupo estuvo al frente de la tabla 28 semanas consecutivas, más que ningún otro artista de la década.

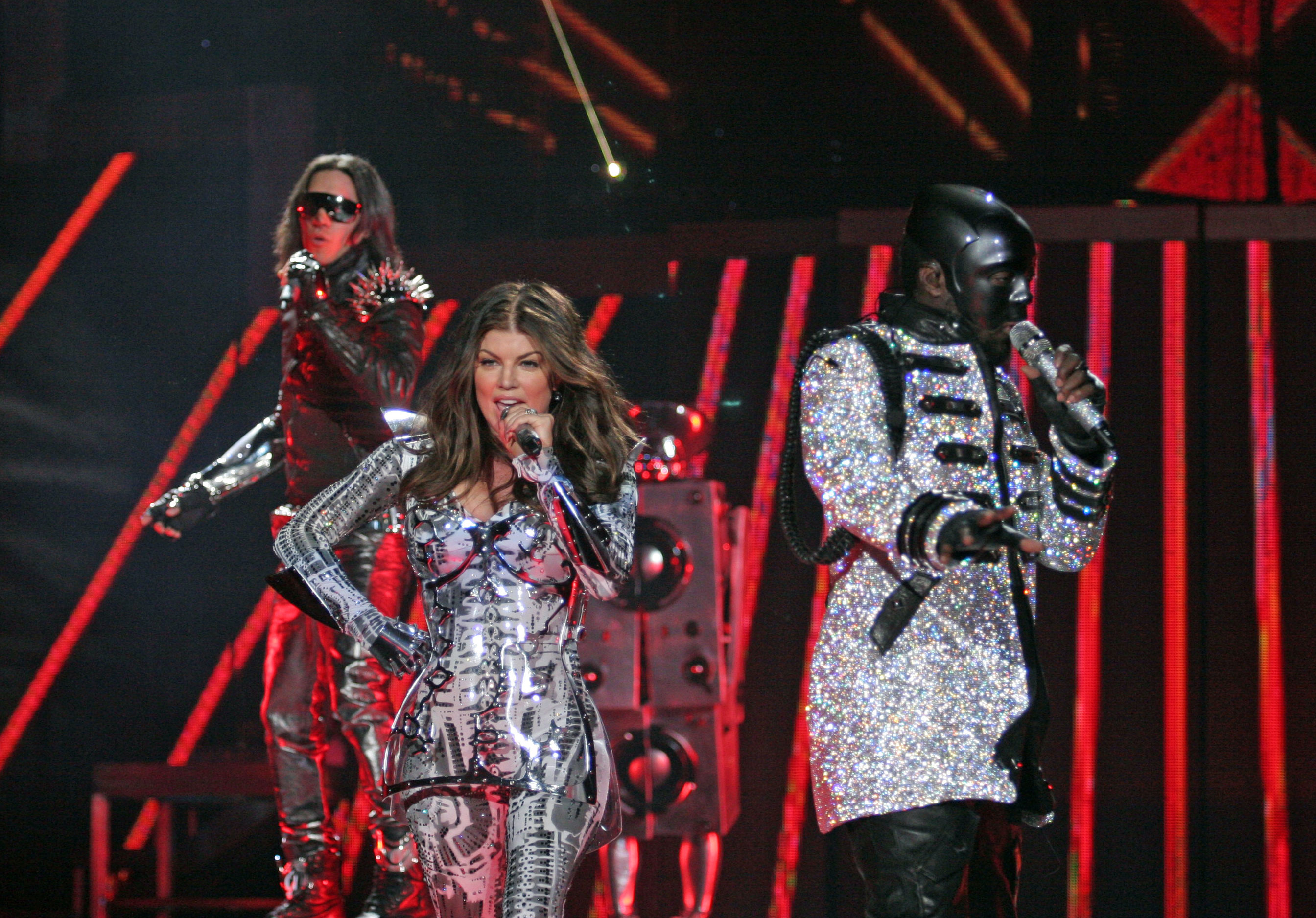
Black Eyed Peas cantando «Rock that body» en Jacksonville en 2010.

«Meet Me Halfway» es el tercer sencillo oficial. Este llegó al número 1 en el Reino Unido el 15 de noviembre de 2009 y también alcanzó el número 1 en Australia, por lo que es el tercer sencillo de The E.N.D. en alcanzar la máxima posición en ambos países. Se mantuvo 16 semanas en el número 1 en los 40 principales solo derrotado por «Stereo Love» de Edward Maya. «Imma Be» fue el cuarto sencillo oficial en Estados Unidos, pero en el resto del mundo fue el primer sencillo promocional. Al igual que el tema anterior, combina los géneros de dance pop, electro-hop y hip hop. La canción fue lanzada digitalmente en iTunes en Estados Unidos, Canadá, Australia y Europa el 19 de mayo y 17 de mayo en el Reino Unido como parte de una cuenta regresiva hasta el lanzamiento del disco. Como no fue en todo el mundo el tema oficial, lo fue en cambio «Rock That Body». «Rock That Body» fue el quinto sencillo oficial en Estados Unidos. Originalmente es el último sencillo, aunque en Australia y Francia, se lanzaría un sexto sencillo.
«Missing You» fue lanzada como el sexto sencillo del álbum en Francia y Australia, pues no tuvo mayor éxito en otros países. La canción fue lanzada el 7 de junio de 2010. Logró entrar a la posición 8 en el French Airplay Chart y al 19 en el French Digital Chart. También se utilizó en muchos anuncios en el Reino Unido. Un remix del tema fue lanzado en la tienda de iTunes australiana el 13 de junio de 2010.
El 30 de julio, Billboard anunció que Black Eyed Peas estableció el récord por ser el grupo con más semanas consecutivas en el puesto número 1 de los Billboard Hot 100 (26 semanas, alrededor de 7 meses). «I Gotta Feeling» llegó a su decimosexta semana consecutiva en el número 1, después de 12 semanas por encima de «Boom Boom Pow». Mariah Carey junto a Boyz II Men reinó en la tabla por dos de 16 semanas a mediados de los años 1990. En septiembre, el grupo se embarcó en el The E.N.D. World Tour, con fechas en Japón, Australia y Nueva Zelanda. La gira duró hasta la entrada del año 2010. En cuanto a los sencillos del álbum, se han vendido aproximadamente 25 millones de copias entre los sencillos ya mencionados. En 2009, fue el segundo disco más vendido, solo por debajo del disco de la cantante Susan Boyle.
Numerosos medios de comunicación anunciaron la posibilidad de que el álbum sea el último de Black Eyed Peas (ya que end quiere decir fin en inglés), pero en una posterior entrevista ellos desmintieron la separación y que The E.N.D. significa The Energy Never Dies, y argumentaron que todavía le quedan muchos proyectos para el futuro. Apl.de.ap ha comentado que en el verano se lanzaría The E.N.D. Deluxe Edition, donde un nuevo sencillo sería puesto en las radios entre abril o mayo de 2010, y habrá otro disco, en donde habrá nuevas canciones.

### 2010-2011:The Beginningy rumores de separación
Will.I.Am declaró en una entrevista por teléfono que a finales de 2010 iban a lanzar un nuevo álbum titulado The Beginning, el cual se grabó en julio y octubre de 2010 y aparte de su edición original estándar consta de ediciones Deluxe y Super Deluxe. El nuevo disco salió a la venta digitalmente el 26 de noviembre y físicamente el 30 de noviembre de 2010. Principalmente, The Beginning sería la continuación de su disco anterior The E.N.D., siguiendo con sus ritmos hip hop y pop, mezclados con electro y tecno. Este disco también significa la segunda fase de estos nuevos comienzos y ritmos más dance. Además, está producido por Will.I.Am y también por David Guetta, con ritmos de baile, fiesta y con la tecnología auto-tune.
El lanzamiento del disco fue el 30 de noviembre y logró entrar en la posición número 6 en los Billboard 200 y ocupó el segundo lugar en el mundo entero. Después, se presentaron en los American Music Awards 2010 presentando la canción «The time», y promocionaron el álbum en cuestión.
Además, en noviembre de 2010, se anunció que tocarían en el show de mediotiempo del Superbowl, que se llevó a cabo en febrero de 2011. En la presentación, el grupo hizo una mezcla de sus más conocidos éxitos y además fueron acompañados por el guitarrista Slash y el rapero Usher.

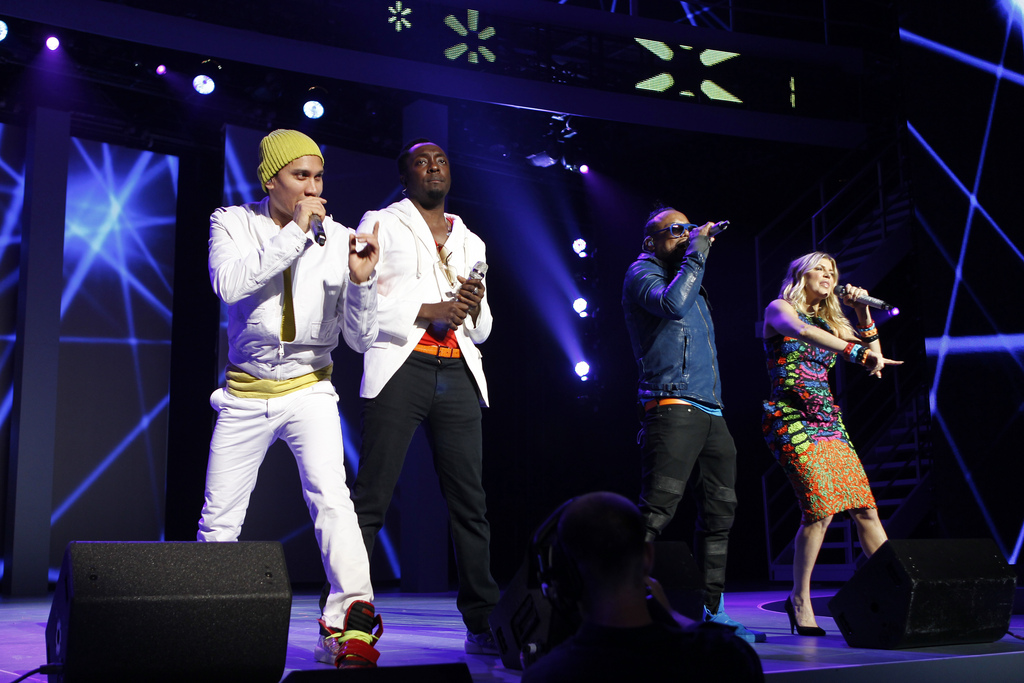
Black Eyed Peas cantando «Don't stop the party» en el Waltmart Meeting Festival en 2011.

El nombre del primer sencillo «The Time» fue confirmado por Will.i.am en Twitter. Fue publicado en Dipdive el 21 de octubre de 2010, y lanzado digitalmente el 9 de noviembre de 2010. Es una versión techno de «(I've Had) The Time of My Life» de la película Dirty Dancing de 1987. El segundo sencillo del álbum es «Just Can't Get Enough», el cual fue elegido en una votación en la página oficial de la banda. Fue la principal canción en el espectáculo del grupo en los Billboard 2011 junto a «I Gotta Feeling». El sencillo obtuvo mejores puestos en listas musicales, llegando a la cima en importantes listados del mundo musical, incluso más arriba que el sencillo anterior, así como el puesto número 3 en los Billboard Hot 100. 
«Don't Stop the Party» fue lanzada como sencillo el 11 de mayo de 2011, siendo esta la más bailable y electrónica del álbum, hablando principalmente de fiesta, de celebración, y tiene un ritmo movido en comparación a la anterior. Antes de ser estrenada surgió un rumor de su lanzamiento, pues en America's Best Dance Crew el grupo Phunk Phenomenom bailó esta canción. El video fue estrenado un día después de la propia canción y es una recopilación de tomas y videos filmados en su anterior gira por Sudamérica. El álbum ha logrado vender alrededor (o incluso más) de 3 000 000 de copias en menos de un año, por lo que es considerado muy potente comercialmente. No obstante, ha tenido un éxito un poco inferior a los anteriores dos álbumes (Monkey Business y The E.N.D.). También ha sido criticado por el casi apoderamiento del álbum por parte de will.i.am y el reiterado uso del auto-tune. Los Black Eyed Peas comenzaron una gira por Europa a raíz del mismo álbum denominada The Beginning Massive Stadium Tour. Este tour inició en Francia el 22 de junio de 2011. Realizaron una gira por Sudamérica, aunque apareciendo solo en dos países, Brasil y Paraguay.
En agosto de 2011, los Black Eyed Peas fueron invitados a un concierto en honor a Michael Jackson, pero al tiempo de anunciar su presentación, la banda publicó que no harían el espectáculo y que tomarían un descanso indefinido para centrarse en temas personales. Eso hizo que muchos sitios de Internet, diarios y periódicos internacionales publicaran la posibilidad de que el grupo se iba a separar, incluso, algunos lo afirmaron. Y dieron por el hecho el fin de la banda. También se dijo que Fergie sería la que dejaría la banda, por sus fuertes deseos de formar una familia y que will.i.am también, para hacer su carrera solista. Además, el cantante Kanye West afirmó la disolución de la banda, diciendo Los extrañaremos. Poco después todo fue negado por los miembros del grupo, will.i.am afirmó que solo sería una pausa transitoria y que no se disolverían.

### 2015-2018: Partida de Fergie,Masters of the Suny adición de J. Rey Soul
Durante una entrevista con NRJ, Will.i.am, al hablar de su álbum en solitario, también confirmó que los Black Eyed Peas comenzarían a grabar sesiones para su séptimo álbum de estudio en 2015. En una entrevista en Capital Breakfast, Will.i.am dijo que se reformarían en 2015 para su aniversario número 20. Estrenaron una nueva canción titulada «Awesome», que fue incluida en los comerciales de los playoffs de la NBA de 2015. La canción no incluía a Fergie, y la gente se preguntaba si ella sería parte del próximo álbum. En el 20 aniversario de su debut, la banda estrenó una nueva canción titulada «Yesterday» a través de Apple Music, aunque la canción tampoco incluía a Fergie.
El 31 de agosto de 2016, los Black Eyed Peas lanzaron una nueva versión de su sencillo «Where Is the Love?». La canción, así como el video que la acompaña, presenta a los cuatro miembros del grupo, Will.i.am, Fergie, apl.de.ap, y Taboo, y muchos otros artistas populares como Justin Timberlake, DJ Khaled, y Jessie J. El 3 de junio de 2017, participaron en la ceremonia de apertura de la final de la Liga de Campeones de la UEFA de 2017 en el Estadio del Milenio en Cardiff. La actuación, incluía una exhibición pirotécnica, la cual prolongó y retrasó el inicio del segundo tiempo por varios minutos. El 2 de junio de 2017, un artículo de Billboard rumoreaba que Fergie se iba a separar de la banda. Will.i.am inicialmente lo descartó, pero anunciaron que se tomaba un descanso del grupo para trabajar en su segundo álbum en solitario Double Dutchess, mientras que el resto de los miembros trabajaban en la novela gráfica Masters of the Sun.
El 2 de junio de 2017, Fergie confirma que dejará de formar parte de Black Eyed Peas luego de 15 años de pertenecer al grupo.
El 9 de enero de 2018, Black Eyed Peas lanzó su primer sencillo sin Fergie, titulado «Street Livin». El 18 de febrero de 2018, se confirmó que Fergie no aparecería en el séptimo álbum de estudio del grupo, en una entrevista con el Daily Star. Al día siguiente, en The Voice Phillipines la finalista y miembro del equipo de Apl.de.ap, Jessica Reynoso (bajo el nombre artístico J. Rey Soul) se uniría al grupo como la nueva vocalista femenina. El 17 de mayo de 2018, la agrupación lanzó un sencillo llamado «Ring The Alarm».
La canción «Get It» fue lanzada el 10 de julio de 2018. El video musical para «Constant 1 y 2» fue lanzado en YouTube el 30 de agosto de 2018. El grupo también lanzó un sencillo llamado «Big Love» el 12 de septiembre de 2018. Más tarde salió otro sencillo titulado «Dopeness», con la rapera surcoreana, CL, el 25 de octubre de 2018. Su séptimo álbum de estudio, Masters of the Sun, fue lanzado al día siguiente el 26 de octubre. Esto marcó su primer álbum desde The Beginning de 2010; y el primero como trío, sin Fergie, desde el 2000. El álbum se considera una secuela de Bridging the Gap.

### 2019–presente: Translation y Elevation
The Black Eyed Peas actuó en la ceremonia de clausura de los Juegos del Sudeste Asiático de 2019 en Filipinas. Los Black Eyed Peas actuaron en el 93.º Macy's Thanksgiving Day Parade en 2019. Aparecieron en la carroza de la NHL e interpretaron su último éxito, «Ritmo (Bad Boys For Life)». En 2019, el grupo firmó un contrato con su nuevo sello discográfico, Epic Records.  El 11 de octubre de 2019, el grupo lanzó la canción «Ritmo (Bad Boys for Life)», extraída de la banda sonora de Bad Boys for Life (2020). La canción debutó en el número 100 de la lista estadounidense «Billboard» Hot 100 y se convirtió en la decimoséptima entrada de Black Eyed Peas en la Hot 100 y la primera desde «Don't Stop the Party» en 2011. «Ritmo» alcanzó el puesto número 26 en la lista Hot 100.
El 10 de abril de 2020, el grupo lanzó el sencillo «Mamacita», en el que colaboraron J. Rey Soul y el rapero Ozuna. En una entrevista con “Billboard” el 19 de mayo de 2020, Reynoso habló sobre un próximo octavo álbum, describiéndolo como «muy afrobeat, con vibraciones latinas, bailable... simplemente música muy alegre, que es lo que necesitamos ahora mismo en este momento de nuestras vidas, ¿sabes?». El 11 de junio de 2020, la banda reveló la lista de canciones y el título del álbum, Translation, con fecha de lanzamiento prevista para el 19 de junio. Durante la promoción del álbum, will.i.am dijo que Fergie se había retirado del grupo porque quería dedicar más tiempo a su papel de madre. will.i.am continuó diciendo: «Estamos aquí para ella, y ella sabe cómo ponerse en contacto con nosotros si quiere volver al grupo».
El 30 de agosto de 2020, la actuación del grupo con «Ritmo» cerró los MTV Video Music Awards 2020. La actuación tuvo una acogida negativa debido a que will.i.am., apl.de.ap y Taboo actuaron con la zona pélvica iluminada. La banda también fue criticada por fans de toda la vida que aún no estaban al tanto de la salida previa de Fergie del grupo, ni de la incorporación de J. Rey Soul. 
El 27 de octubre de 2022, a través de sus redes sociales, el grupo anunció su noveno álbum de estudio, titulado «Elevation», que se publicó el 11 de noviembre de 2022. En el especial televisivo navideño Wonderful World of Disney: Magic Holiday Celebration, emitido por la ABC el 27 de noviembre de 2022, el grupo interpretó «I Gotta Feeling» y «A Cold Christmas».

## Filantropía
Black Eyed Peas no solo son conocidos en el mundo musical, sino que también por actividades benéficas que a lo largo de su carrera han realizado. En diciembre de 2009 el grupo se presentó en un importante escenario en México, junto a otros importantes artistas frente a más de 50,000 personas. El fin del espectáculo era recaudar fondos para luego donarlos a niños con discapacidad. Will.i.am, integrante del grupo dijo que: «Cooperar en este tipo de actos nos hace sentir muy bien. Al hacerlo nos reconforta y nos hace recordar que aunque estemos en un momento de fama no debemos olvidar a los que más nos necesitan». Todos los integrantes del grupo sostuvieron lo dicho.
Luego, en el lanzamiento del video musical del sencillo «Just Can't Get Enough» a principios de 2011, el grupo dedicó el cortometraje a Japón, ya que aquel país había sido recientemente azotado por un terremoto y el grupo estuvo grabando el video una semana antes de la catástrofe en el país. Con un mensaje al inicio del video el grupo demostró su apoyo a Japón, y al final de él llaman a cooperar con la Cruz Roja.
En mayo del mismo año, la banda iba a hacer un concierto para recaudar fondos y crear conciencia sobre Robin Hood, una caridad pública dirigida a la pobreza en la ciudad de Nueva York por la financiación y la colaboración con los mejores programas  y más eficaces, subvenciones de Robin Hood y despensas, orientación, ayuda alimentaria, refugios para desamparados, centros de salud y capacitar la fuerza de trabajo para pobres neoyorquinos en los cinco condados. Como parte de la asociación con Black Eyed Peas, Robin Hood financió la apertura de tres Academias Peapod en Nueva York, que apoyarán a los jóvenes desfavorecidos en esa ciudad, proporcionando música y educación artística, así como ingeniería de sonido y mezcla y edición de vídeo, entre otras oportunidades. 

«Robin Hood es una humilde organización, por el compromiso de los Black Eyed Peas y Chase para ayudar a los 1,8 millones de personas en Nueva York que están por debajo del umbral de la pobreza. Como ganadores de seis premios Grammy y más de 60 millones de álbumes vendidos, los Peas son las superestrellas de la industria musical mundial y Central Park les ofrece el escenario perfecto para que nos ayuden a crear conciencia y recaudar fondos para nuestros vecinos en necesidad.»
David Saltzman, director ejecutivo de Robin Hood.

Lamentablemente, se vieron obligados a cancelar el enorme concierto cuando un rayo comenzó una tormenta, dejando a los aficionados empapados y molestos.
Los representantes de Robin Hood Foundation emitieron una declaración diciendo: «El calor no los iba a detener, la lluvia no iba a parar, pero el rayo sí los detuvo. Se canceló por la seguridad de todos. Los organizadores esperan volver a programarlo, así que los fanes podrán aferrarse a sus boletos». El concierto se reprogramó para el 30 de septiembre de 2011 como parte de los conciertos de su gira The Beginning Massive Stadium Tour.
Más tarde, en julio de 2011, Black Eyed Peas fundaron una escuela para adolescentes neoyorquinos donde los estudiantes, de 13 a 19 años, podrían aprender producción de videos y música usando equipos profesionales. La llamada Fundación Peapod, en colaboración con la Fundación Adobe, abrió la academia musical y de multimedia Peapod Adobe Youth Voices en Manhattan el 19 de julio. La escuela tiene sus instalaciones en un edificio operado por la organización Urban Arts Partnership, que provee programas extracurriculares de arte para adolescentes que estudian en zonas de muy bajos recursos. Los jóvenes son admitidos de acuerdo a las recomendaciones de sus profesores y sus muestras de interés en las materias que se imparten, como trabajo con cámaras, edición y diseño gráfico.
«Nuestra pasión por la música y los medios de comunicación fue alimentada por mucha gente generosa en nuestra ruta hacia el éxito», dijo Will.i.am. «Ampliar la red de las academias Peapod Adobe Youth Voices nos permite retribuir esto todavía más, con el fin de darle a más jóvenes las herramientas y el apoyo que necesitan para cumplir sus sueños».
Recientemente se ha sabido que, al igual que en Nueva York, la banda ha apadrinado una academia de artes en California destinada a fomentar las habilidades de jóvenes desfavorecidos que quieran dedicarse al mundo del espectáculo, la música y el baile.
Los integrantes del grupo confesaron sentirse muy implicados con causas solidarias y llevaban varios meses gestando la idea hasta que finalmente se hizo realidad junto al apoyo de Peapod Adobe Youth Voices.

### El regreso
Trece años después de lanzar su éxito «Where is the love?», Black Eyed Peas regresó con una nueva versión de su canción llamada #WHERESTHELOVE, en respuesta a los recientes actos de violencia que habían ocurrido en los Estados Unidos y en el mundo. En el video colaboraron y participaron artistas como Mary J. Blige, Justin Timberlake, Usher, Jamie Foxx, The Game, DJ Khaled y Jaden Smith que prestaron sus voces para la nueva versión del sencillo que fue lanzado a través de iTunes el 31 de agosto de 2016. Asimismo, varios famosos como Luis Coronel, Kendall Jenner, Vanessa Hudgens, Shailene Woodley y Connie Britton, aparecieron en el nuevo video de la canción, el cual también fue lanzado a través de la tienda virtual de Apple. «El mensaje no ha cambiado: con un rico pero mínimo arreglo, esta actualización llena de estrellas es un recordatorio oportuno de que el amor trasciende el odio», indicó la reseña oficial del sencillo publicada en iTunes. El dinero que se recaude de la venta de la canción y de su video será donado a la fundación de Will.i.am, que trabaja para ofrecer mejores oportunidades de vida a los jóvenes del vecindario Boyle Heights en Los Ángeles, a través de becas y actividades que fomenten el estudio de ciencias como las matemáticas, la física y la química.

## Miembros
- Will.i.am: voz, piano, sintetizador, guitarra bajo (1995-presente)
- Apl.de.ap: voz, batería (1995-presente)
- Taboo: voz, DJ, guitarra (1995-presente)
- J. Rey Soul: voz (2018-presente)

Otros miembros
- Dante Santiago: voz (1995)
- Kim Hill: voz (1995-2000)
- Fergie: voz (2002-2017)

## Discografía

### Álbumes de estudio
- 1998: Behind the Front
- 2000: Bridging the Gap
- 2003: Elephunk
- 2005: Monkey Business
- 2009: The E.N.D
- 2010: The Beginning
- 2018: Masters of the Sun Vol. 1
- 2020: Translation
- 2022: Elevation

## Giras
- Van's Warped Tour (1999)[73]
- Elephunk Tour (2004)
- Honda Civic Tour (2006)
- Monkey Business World Tour (2006)
- Black Blue & You World Tour (2007)
- The E.N.D. World Tour (2009 - 2010)
- The Beginning Massive Stadium Tour (2011)
- The Masters of the Sun Tour (2018)